# Final de la Lliga de les Nacions de la UEFA 2019
La final de la Lliga de les Nacions de la UEFA 2019 va ser un partit de futbol que va determinar els guanyadors del torneig final de la Lliga de les Nacions de la UEFA 2018-19. Va ser la final inaugural de la competició internacional de futbol en què participaven les seleccions nacionals masculines de les associacions membres de la UEFA. El partit es va celebrar el 9 de juny de 2019 a l'Estádio do Dragão de Porto (Portugal) i el van disputar els amfitrions Portugal i els Països Baixos.

## Els equips
| Equip         | Participacions anteriors (La negreta indica la victòria) |
| ------------- | -------------------------------------------------------- |
| Portugal      | Cap                                                      |
| Països Baixos | Cap                                                      |

## Rerefons
Abans de la final inaugural, l'amfitrió Portugal era la setena selecció del rànquing mundial, mentre que els oponents, els Països Baixos, ocupaven el setzè lloc.
De camí a la final de la Lliga de les Nacions, els Països Baixos van vèncer els campions del món, França, que havien guanyat el seu títol mundial aproximadament quatre mesos abans del partit.
Portugal i els Països Baixos van vèncer Suïssa i Anglaterra respectivament a les seves semifinals.

## Camí cap a la final
| Equip    | Pts | PJ |
| -------- | --- | -- |
| Portugal | 8   | 4  |
| Itàlia   | 5   | 4  |
| Polònia  | 2   | 4  |

| Equip         | Pts | PJ |
| ------------- | --- | -- |
| Països Baixos | 7   | 4  |
| França        | 7   | 4  |
| Alemanya      | 2   | 4  |

## Partit
| Portugal   | 1-0     | Països Baixos |
| ---------- | ------- | ------------- |
| Guedes 60' | Informe |               |

| Portugal | Països Baixos |

| PO              | 1  | Rui Patrício      |       |
| DE              | 20 | Nélson Semedo     |       |
| DE              | 4  | Rúben Dias        |       |
| DE              | 6  | José Fonte        |       |
| DE              | 5  | Raphaël Guerreiro |       |
| MI              | 13 | Danilo Pereira    |       |
| MI              | 14 | William Carvalho  | 90+3' |
| MI              | 16 | Bruno Fernandes   | 81'   |
| DA              | 7  | Cristiano Ronaldo |       |
| DA              | 17 | Gonçalo Guedes    | 75'   |
| DA              | 10 | Bernardo Silva    |       |
| Disponible:     |    |                   |       |
| PO              | 12 | José Sá           |       |
| PO              | 22 | Beto              |       |
| DE              | 2  | João Cancelo      |       |
| MI              | 8  | João Moutinho     | 81'   |
| DA              | 9  | Dyego Sousa       |       |
| DA              | 11 | Diogo Jota        |       |
| MI              | 15 | Rafa Silva        | 75'   |
| MI              | 18 | Rúben Neves       | 90+3' |
| DE              | 19 | Mário Rui         |       |
| MI              | 21 | Pizzi             |       |
| DA              | 23 | João Félix        |       |
| Entrenador:     |    |                   |       |
| Fernando Santos |    |                   |       |

| PO            | 1  | Jasper Cillessen    |       |     |
| DE            | 22 | Denzel Dumfries     | 88'   |     |
| DE            | 3  | Matthijs de Ligt    |       |     |
| DE            | 4  | Virgil van Dijk     | 90+1' |     |
| DE            | 17 | Daley Blind         |       |     |
| MI            | 15 | Marten de Roon      |       | 81' |
| MI            | 21 | Frenkie de Jong     |       |     |
| MI            | 8  | Georginio Wijnaldum |       |     |
| DA            | 7  | Steven Bergwijn     |       | 60' |
| DA            | 10 | Memphis Depay       |       |     |
| DA            | 9  | Ryan Babel          |       | 46' |
| Disponible:   |    |                     |       |     |
| PO            | 13 | Kenneth Vermeer     |       |     |
| PO            | 23 | Marco Bizot         |       |     |
| DE            | 2  | Hans Hateboer       |       |     |
| DE            | 5  | Nathan Aké          |       |     |
| MI            | 6  | Davy Pröpper        |       |     |
| DA            | 11 | Quincy Promes       |       | 46' |
| DE            | 12 | Patrick van Aanholt |       |     |
| DE            | 14 | Stefan de Vrij      |       |     |
| MI            | 16 | Kevin Strootman     |       |     |
| MI            | 18 | Tonny Vilhena       |       |     |
| DA            | 19 | Luuk de Jong        |       | 81' |
| MI            | 20 | Donny van de Beek   |       | 60' |
| Entrenador:   |    |                     |       |     |
| Ronald Koeman |    |                     |       |     |

## Estadístiques
| Estadístiques       | Portugal | Països Baixos |
| ------------------- | -------- | ------------- |
| Gols marcats        | 0        | 0             |
| Total de tirs       | 12       | 1             |
| Tirs a porteria     | 4        | 0             |
| Cercaviles          | 0        | 4             |
| Possessió de pilota | 41%      | 59%           |
| cops de cantonada   | 6        | 1             |
| Faltes comeses      | 4        | 6             |
| Fora de joc         | 1        | 0             |
| Targetes grogues    | 0        | 0             |
| Targetes vermelles  | 0        | 0             |

| Estadístiques       | Portugal | Països Baixos |
| ------------------- | -------- | ------------- |
| Gols marcats        | 1        | 0             |
| Total de tirs       | 7        | 4             |
| Tirs a porteria     | 3        | 1             |
| Cercaviles          | 3        | 2             |
| Possessió de pilota | 50%      | 50%           |
| cops de cantonada   | 4        | 3             |
| Faltes comeses      | 2        | 7             |
| Fora de joc         | 1        | 2             |
| Targetes grogues    | 0        | 2             |
| Targetes vermelles  | 0        | 0             |

| Estadístiques       | Portugal | Països Baixos |
| ------------------- | -------- | ------------- |
| Gols marcats        | 1        | 0             |
| Total de tirs       | 19       | 5             |
| Tirs a porteria     | 7        | 1             |
| Cercaviles          | 3        | 6             |
| Possessió de pilota | 45%      | 55%           |
| cops de cantonada   | 10       | 4             |
| Faltes comeses      | 6        | 13            |
| Fora de joc         | 2        | 2             |
| Targetes grogues    | 0        | 2             |
| Targetes vermelles  | 0        | 0             |